# Artabotrys luxurians
Artabotrys luxurians là loài thực vật có hoa thuộc họ Na. Loài này được Ghesq. ex Cavaco & Keraudr. mô tả khoa học đầu tiên năm 1957.